# 安培广场
安培广场（Place Ampère）是一个行人广场，位于里昂第二区的Ainay广场，靠近雨果街的中段，附近有安培 - 雨果地铁站。

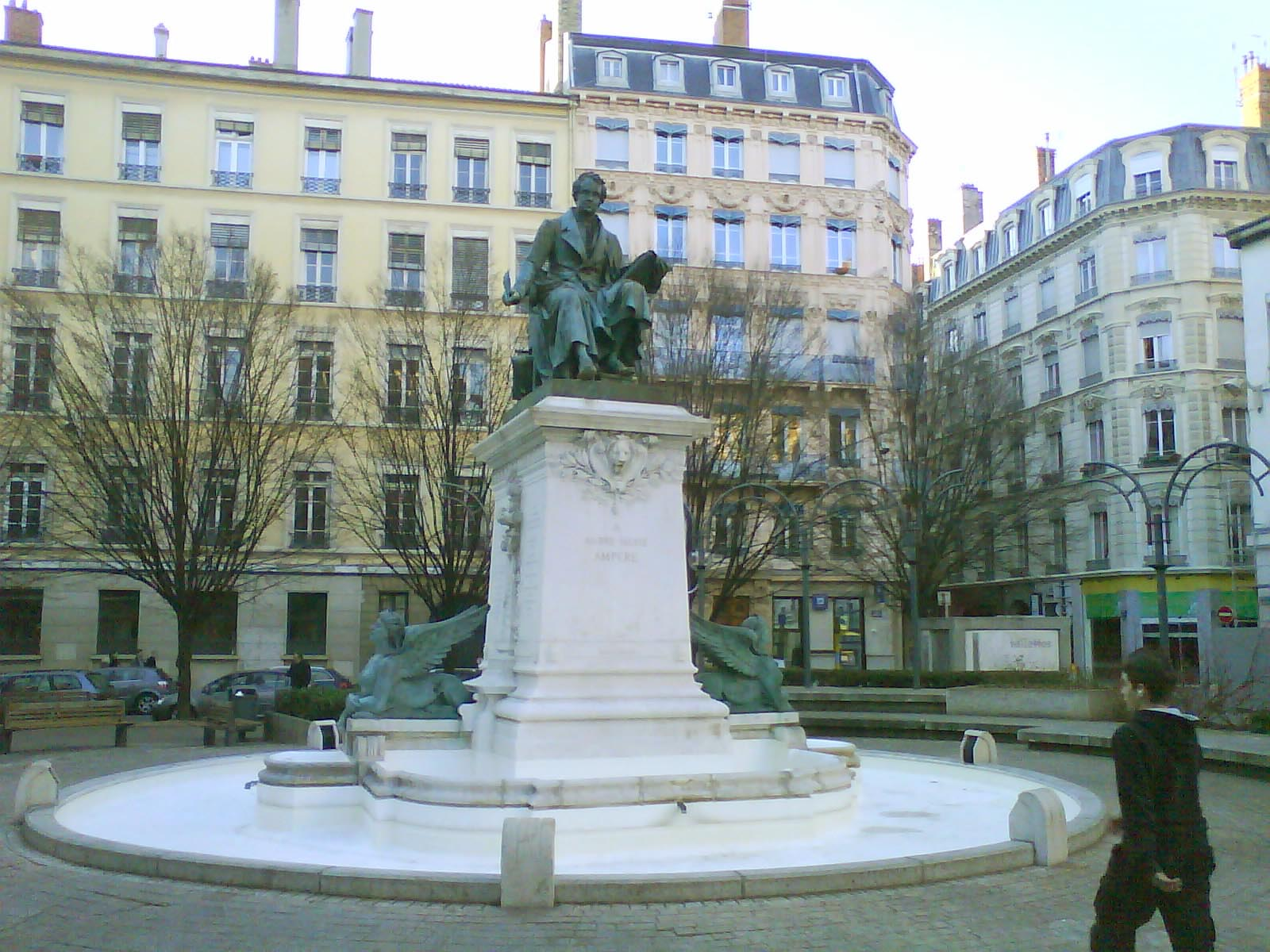
安培雕像

## 历史
这个广场上在罗马时代已有人居住。 
这个广场是在19世纪上半叶，在开发雨果街的同时开辟出来的，1976年修建地铁时进行了改建。
这个广场从1828年到1848年，以及从1849年到1884年称为亨利四世广场。在1848-1849，它改名希望广场（Place de l'Espérance）。目前的名字是1884年11月27日审议的结果。

## 雕塑
由特克斯特创作的安德烈-玛丽·安培雕像竖立在广场中央，他坐在青铜扶手椅上，石头底座上刻有狮子和他的荣誉称号。 
这个广场上，有19世纪的建筑和一个邮局，在夜间被灯光照成紫色。